# Bhart
Bhart is een plaats in het district Doda van het Indiase unieterritorium Jammu en Kasjmir.

## Demografie
Volgens de volkstelling uit 2011 heeft Bhart een populatie van 2.459, waarvan 1.274 mannen en 1.185 vrouwen. Onder hen waren 484 kinderen met een leeftijd tussen de 0 en 6 jaar. De plaats had in 2011 een alfabetiseringsgraad van 51,85%. Onder mannen bedroeg dit 66,31% en onder vrouwen 36,37%.